# Intel Core 2 Quad
Intel Core 2 Quad es una serie de procesadores de Intel con 4 núcleos, lanzados el 2 de noviembre de 2006, asegurando ser un 70% más rápidos que los Core 2 Duo disponibles en ese entonces. Para poder crear este procesador se tuvo que incluir 2 núcleos Conroe bajo un mismo empaque y comunicarlos mediante el Bus del Sistema, para así totalizar 4 núcleos reales, a diferencia del AMD Phenom X4 que es un procesador de 4 núcleos, monolítico. 
Inicialmente estos procesadores fueron producidos con el proceso de manufactura de 65 nanómetros (núcleo Kentsfield), con frecuencias que van desde los 2,4 GHz hasta los 3 GHz y con un FSB de entre 1066 y 1333 MHz y una memoria caché L2 de 8 MiB (2x4 MiB).
Posteriormente, se redujo el proceso de fabricación a 45 nanómetros, creando el núcleo Yorkfield que, al igual que su antecesor, corresponde a 2 núcleos Wolfdale bajo el mismo empaque. Sus frecuencias van desde los 2,33 GHz hasta los 3,2 GHz, su FSB va desde los 1333 hasta los 1600 MHz y tienen una caché L2 de 12 MiB (2x6 MiB) para el Q9450, Q9550 y posteriores, una caché L2 de 6 MiB (2x3 MiB) para los modelos Q9300, Q9400, Q9500, Q9505 y una caché L2 de 4 MiB (2x2 MiB) para todos los modelos de la serie Q8000.
Aunque inicialmente el Core 2 Quad fue lanzado exclusivamente en los mercados desktop y server debido principalmente a su alto consumo de energía (desde los 105 W en ese entonces), con el paso al proceso productivo de 45 nanómetros y la introducción del núcleo Penryn, Intel tiene planeado introducir un modelo Quad Core para el mercado móvil en conjunto con la plataforma móvil Centrino 2. El modelo, conocido como QX9300, tendría una frecuencia de 2,53 GHz, un bus de 1066 MHz y una caché L2 de 12 MiB (2x6 MiB), con un consumo energético de sólo 45 W, menos de la mitad en comparación a un modelo desktop tradicional.

## Modelos para Escritorios
| Litografía | Nombre del modelo    | Frecuencia | Front Side Bus | Mult. | Caché L1 / KiB | Caché L2 /MiB | TDP   | Socket  | Fecha de salida |
| ---------- | -------------------- | ---------- | -------------- | ----- | -------------- | ------------- | ----- | ------- | --------------- |
| 65 nm      | Core 2 Quad Q6600    | 2,40 GHz   | 1066 MT/s      | 9 x   | 4×32           | 8             | 105 W | LGA 775 | 07/01/2007      |
| 65 nm      | Core 2 Quad Q(X)6700 | 2,67 GHz   | 1066 MT/s      | 10 x  | 4×32           | 8             | 105 W | LGA 775 | 14/11/2006      |
| 65 nm      | Core 2 Quad QX6800   | 2,93 GHz   | 1066 MT/s      | 11 x  | 4×32           | 8             | 130 W | LGA 775 | 09/04/2007      |
| 65 nm      | Core 2 Quad QX6850   | 3,00 GHz   | 1333 MT/s      | 9 x   | 4×32           | 8             | 130 W | LGA 775 | 16/06/2007      |
| 45 nm      | Core 2 Quad Q8200    | 2.33 GHz   | 1333 MT/s      | 7 x   | 4×32           | 4             | 95 W  | LGA 775 | Q3' 2008        |
| 45nm       | Core 2 Quad Q8200S   | 2.33 Ghz   | 1333 MT/s      | 7 x   | 4x32           | 4             | 65 W  | LGA 775 |                 |
| 45 nm      | Core 2 Quad Q8300    | 2.5 GHz    | 1333 MT/s      | 7.5 x | 4×32           | 4             | 95 W  | LGA 775 | Q4' 2008        |
| 45 nm      | Core 2 Quad Q8400    | 2.66 GHz   | 1333 MT/s      | 8 x   | 4×32           | 4             | 95 W  | LGA 775 | Q2' 2009        |
| 45 nm      | Core 2 Quad Q8400S   | 2.66 GHz   | 1333 MT/s      | 8 x   | 4×32           | 4             | 65 W  | LGA 775 | Q2' 2009        |
| 45 nm      | Core 2 Quad Q9300    | 2.50 GHz   | 1333 MT/s      | 7.5 x | 4×32           | 4             | 95 W  | LGA 775 | 10/03/2008      |
| 45 nm      | Core 2 Quad Q9400    | 2,66 GHz   | 1333 MT/s      | 8 x   | 4×32           | 6             | 95 W  | LGA 775 | 10/08/2008      |
| 45nm       | Core 2 Quad 9400S    | 2,66 Ghz   | 1333 MT/s      | 8 x   | 4x32           | 6             | 65 W  | LGA 775 |                 |
| 45 nm      | Core 2 Quad Q9500(5) | 2.83 GHz   | 1333 MT/s      | 8.5 x | 4×32           | 6             | 95 W  | LGA 775 | Q1' 2009        |
| 45 nm      | Core 2 Quad Q9505S   | 2,83 GHz   | 1333 MT/s      | 8.5 x | 4×32           | 6             | 65 W  | LGA 775 | Q3' 2009        |
| 45 nm      | Core 2 Quad Q9450    | 2,66 GHz   | 1333 MT/s      | 8 x   | 4×32           | 12            | 95 W  | LGA 775 | 25/03/2008      |
| 45 nm      | Core 2 Quad Q9550    | 2,83 GHz   | 1333 MT/s      | 8.5 x | 4×32           | 12            | 95 W  | LGA 775 | 25/03/2008      |
| 45 nm      | Core 2 Quad Q9550S   | 2,83 Ghz   | 1333 MT/s      | 8.5 x | 4x32           | 12            | 65 W  | LGA 775 |                 |
| 45 nm      | Core 2 Quad QX9650   | 3,00 GHz   | 1333 MT/s      | 9 x   | 4×32           | 12            | 130 W | LGA 775 | 11/11/2007      |
| 45 nm      | Core 2 Quad QX9770   | 3,20 GHz   | 1600 MT/s      | 8 x   | 4×32           | 12            | 136 W | LGA 775 | Q1 2008         |
| 45 nm      | Core 2 Quad QX9775   | 3,20 GHz   | 1600 MT/s      | 8 x   | 4×32           | 12            | 150 W | LGA 771 | Q1 2008         |